# Suniana lascivia
Suniana lascivia är en fjärilsart som beskrevs av Eduard Rosenstock 1885. Suniana lascivia ingår i släktet Suniana och familjen tjockhuvuden. Inga underarter finns listade i Catalogue of Life.

## Bildgalleri

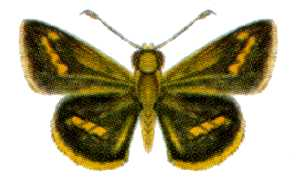